# Pterogenia hendeli
Pterogenia hendeli är en tvåvingeart som beskrevs av Meijere 1916. Pterogenia hendeli ingår i släktet Pterogenia och familjen bredmunsflugor. Inga underarter finns listade i Catalogue of Life.